# Arkadiy Georgiyevich Shipunov
Arkadiy Georgiyevich Shipunov (tiếng Nga: Аркадий Георгиевич Шипунов)(sinh ngày 7 tháng 11 năm 1927 ở thành phố Livny, Liên Xô - 25 tháng 4 năm 2013, Tula, liên bang Nga) là nhà thiết kế xô-viết kiệt xuất, người triển khai vũ trang bắn súng tự động nền tảng thủy, bộ, không quân, viện sĩ RAN, tiến sĩ khoa học kĩ thuật. Từ 1962 đến 2006 là lãnh đạo và tổng thiết kế viên Phòng thiết kế khí cụ Tula. Ông cùng với Vasiliy Petrovich Gryazev đã nghiên cứu phát triển họ vũ khí GSh và súng lục GSh-18.

## Giải thưởng và danh hiệu
Huân chương và huy chương:
- Anh hùng Lao động Xã hội chủ nghĩa (1979)
- Người được tặng thưởng hai Huân chương Lenin (1979, 1984)
- Người được tặng thưởng các huân chương: «Huân chương Cách mạng Tháng Mười» (1971), «Huân chương Lá cờ Đỏ Lao động» (1989), «Huân chương Huy hiệu danh dự» (1966), «Huân chương Vì công lao với Tổ Quốc hạng 3» (1997), hạng 2 (2002);
- Huy chương «Vì công lao chiến đấu» (1966), «Vì lao động dũng cảm» (1970)

Các giải thưởng:
- Giải thưởng Quốc gia Liên Xô (1968, 1975, 1981)
- Giải thưởng Lenin (1982)
- Giải thưởng Quốc gia Nga (1998, 1999)
- Giải thưởng mang tên S. I. Mosin (1966, 1975, 1981, 1986, 2002)
- Giải thưởng Chính phủ Liên bang Nga (2005)
- Giải thưởng «Người của năm» (2000, 2005).

Công dân danh dự thành phố Tula (ngày 14 tháng 11 năm 1997) và của tỉnh Tula. Cán bộ danh dự giáo dục đại học chuyên nghiệp Liên bang Nga (2000).

## Liên kết
- История КБП. Аркадий Георгиевич Шипунов Lưu trữ ngày 10 tháng 2 năm 2010 tại Wayback Machine, ГУП «Конструкторское бюро приборостроения»
- Шипунов Аркадий ГеоргиевичLưu trữ ngày 11 tháng 8 năm 2009 tại Wayback Machine, сайт «Военная техника»